# Conon de Béthune
Conon de Béthune (ur. ok. 1160 w Pas-de-Calais, zm. 17 grudnia 1219) – północnofrancuski truwer. Syn Roberta V Rudego i Adelajdy de Saint-Pol. Jego nauczycielem był Huon d'Oisy.
Conon był uczestnikiem III i IV wyprawy krzyżowej do Ziemi Świętej. W 1219, po śmierci Jolanty Flandryjskiej, pełnił funkcję regenta cesarstwa łacińskiego w czasie rządów Roberta de Courtenay.
Do dziś zachowało się 11 pieśni Conona de Béthune, a wśród nich:
- Bien me deusse targier
- Ahi, Amors, com dure departie (do pieśni tej w swej twórczości nawiązywali także inni trubadurzy)
- Moult mé semont Amors... (pieśń miłosna)